# Epilobium conjungens
Epilobium conjungens är en dunörtsväxtart som beskrevs av Skottsberg. Epilobium conjungens ingår i släktet dunörter, och familjen dunörtsväxter. Inga underarter finns listade i Catalogue of Life.